# Iglesia de San Gregorio Magno
La iglesia de San Gregorio Magno, el Alto, es una iglesia de la ciudad española de Granada, comunidad autónoma de Andalucía. La denominación de San Gregorio Alto de la iglesia y la calle se debe a la diferenciación con respecto a la cuesta e iglesia de San Gregorio Bético, ubicadas en la zona baja del Albaicín, en las inmediaciones de calle Elvira.
Fue construida en estilo gótico-mudéjar sobre una mezquita en la primera mitad del XVI, siendo uno de los templos más pequeños y sencillos de Granada. En 1842 fue suprimida como parroquia, y en 1876 paso a formar parte del convento de las hermanas religiosas de Cristo Rey. A finales del siglo XIX se hundió la cubierta de la nave, mientras se conservó la de la capilla mayor.
Entre 1997 y 1998 se realizó una reconstrucción muy agresiva, eliminándose todos sus elementos originales, incluidas sus armaduras mudéjares.